# تمرير مناظر
تمرير المنظر هو تقنية في الرسومات الحاسوبية حيث تتحرك صور الخلفية خلف الكاميرا ببطء أكبر من الصور الأمامية، مما يخلق وهم العمق في مشهد ثنائي الأبعاد للمسافة.

## نبذة
إنشاء هذا الأسلوب من تقنية الكاميرا متعددة الأسطح المستخدمة في الرسوم المتحركة التقليدية  منذ ثلاثينيات القرن الماضي. انتشر هذه التقنية في الرسومات الحاسوبية ثنائية الأبعاد وألعاب الفيديو بواسطة ألعاب الأركيد وصدرت في عام 1982. تم استخدام بعض التمرير المنظر سابقًا بواسطة لعبة Jump Bug لعام 1981.

## أساليب
هناك أربع طرق رئيسية لاختلاف المنظر تستخدم في عناوين لوحات أنظمة الممرات، مشغل ألعاب الفيديو وأنظمة الحواسيب الشخصية.[بحاجة لمصدر]

### طريقة الطبقة
بعض أنظمة العرض تدعم طبقات متعددة يمكن تمريرها بشكل مستقل في اتجاه أفقي ورأسي وتركيب أحدهما على الآخر، عن طريق محاكاة كاميرا متعددة المستويات. في عرض هذا النظام، تتمكن للعبة من إنتاج اختلاف المنظر ببساطة عن طريق تغيير موضع كل طبقة بمقدار مختلف في الاتجاه ذاته. يُنظر إلى الطبقات التي تنتقل بسرعة أكبر على أنها أقرب إلى الكاميرا الافتراضية. يمكن وضع الطبقات أمام نطاق اللعب - الطبقة التي تحتوي على الاجسام التي يتفاعل معها اللاعب - لأسباب مختلفة مثل توفير بُعد أكبر أو إخفاء بعض حركات اللعبة أو تشتيت انتباه اللاعب.

### طريقة سبرايت
يمكن للمبرمجين أيضا أن يصنعوا طبقات من النقوش المتحركة، الأجسام المتحركة يمكن التحكم بها بشكل فردي تقوم برسمها الأجهزة فوق أوخلف الطبقات إذا كانت متاحه على نظام العرض. على سبيل المثال ، استخدم ستارفورس ، وهو مطلق النار ذو الرؤية العلوية للتمرير الرأسي لـ NES، هذا في مجال النجوم الخاص به، واستخدم القتال الأخير هذه التقنية للطبقة مباشرةً أمام نطاق الملعب الرئيسي.
يتضمن حاسوب أميقا على نقوش متحركة يمكن ظبطها على أي ارتفاع ويمكن وضعها أفقيًا باستخدام المعالج النحاسي، مما يجعلها نموذجية لهذا الغرض.
تستخدم مخاطرة وودز ‏ على حاسوب اميغا نقوشًا متعددة الإرسال مع النحاس لإنشاء طبقة خلفية كاملة متوازية الشكل  كبديل عن نمط اللعب المزدوج للنظام.

### تكرار النمط / طريقة الرسوم المتحركة
يمكن إجراء عروض التمرير التي تم إنشاؤها بواسطه مربعات فردية «تطفو» أعلى طبقة خلفية متكررة عن طريق تحريك الصور النقطية للبلاطات الفردية من أجل تصوير تأثير المنظر. يمكن استخدام تدوير الألوان لتحريك المربعات بصورة اسرع على الشاشة بأكملها. يعطي هذا التأثير البرمجي وهمًا بطبقة (أجهزة) أخرى. استعملت العديد من الألعاب هذه التقنية لتمرير عبر حقل النجوم، ولكن في بعض الأحيان يتم تحقيق تأثير معقد بشكل أكبر أو متعدد الاتجاهات، كما في لعبة برامج معقولة.

### طريقة النقطية
في الرسومات النقطية، عادةً ما يتم تكوين خطوط البكسلات في صورة ما وتحديثها بترتيب من الأعلى إلى الأسفل مع تأخير طفيف (يُطلق عليه أسم فاصل الطمس الأفقي) بين رسم سطر واحد ورسم السطر التالي. الألعاب المصممة لشرائح رسومية قديمة - مثل تلك الخاصة بالجيل الثالث والرابع من وحدات تحكم ألعاب الفيديو، أو تلك الخاصة بألعاب التلفزيون المخصصة، وتلك الخاصة بالأنظمة المحمولة المماثلة - تستفيد من خصائص البيانات النقطية لتشكيل الوهم والمزيد من الطبقات.
بعض أنظمة العرض تتضمن طبقة واحدة فقط. تحتوي معظم أنظمة 8 بت الكلاسيكية (مثل كومودور64 وNES وسيجا ماستر سيستم وتوريو غرافيكس-16 وغيم بوي الأصلي). يتم تقسيم الألعاب الأكثر تعقيدًا في مثل هذه الأنظمة عمومًا الطبقة إلى شرائح عرضية، ولكل منها موقع ومعدل تمرير مختلفان. عادةً ما تمثل الشرائط الموجودة أعلى الشاشة أشياءً بعيدةً عن الكاميرا الافتراضية أو سيتم الاحتفاظ بشريط واحد ثابتًا لعرض معلومات بشأن الحالة. سينتظر البرنامج بعد ذلك حتى الفراغ الأفقي ويغير موضع تمرير الطبقة قبل أن يبدأ نظام العرض رسم كل خط مسح ضوئي. يطلق عليه اسم «تأثير نقطي» وهو مفيد أيضًا لتغيير لوحة النظام لتوفير خلفية متدرجة. بعض المنصات (مثل العميد 64، أميغا، سيجا ماستر سستم،  PC المحرك / توربو غرافيكس-16،  ميجا درايف / سفر التكوين، سوبر NES، غيم بوي، جيم بوي أدفانس ونينتندو DS) توفر الأفقي مقاطعة فارغة لضبط السجلات تلقائيًا بصورة منفردة عن سائر البرنامج. يتطلب البعض الآخر، مثل NES، استخدام رمز مؤقت للدورة، والذي كُتب خاصاً ليأخذ وقت أطول للتنفيذ تمامًا مثل ما تستغرقه شريحة الفيديو لرسم خط مسح ضوئي واحد، أو مؤقتات تحكم إدارة اللعبة التي تولد مقاطعات بعد عدد محدد من رسم خطوط المسح. تستخدم العديد من ألعاب NES تقنية الرسم أشرطة الحالة الخاصة بها، سلاحف النينجا(لعبة آركيد)The Arcade Game Vice: Project Doom for NES لتمرير طبقات الخلفية بمعدلات مختلفة.
تقنيات خطوط المسح الأكثر تقدمًا يمكن أن تنتج تأثيرات مثيرة للاهتمام. يمكن للنظام
ان يحقق عمق فعال جدا إذا تم الجمع بين الطبقات ذات النقطيات؛ استخدم القنفذ سونيك لعبة فيديو 1991 و المنقذ سونيك2 وActRaiser و لعبة فيديوLionheart و ستريت فايتر2 هذا التأثير جيد إذا كان لكل خط مسح طبقته الخاصة، يتم إنتاج تأثير موقف القطب ، مما يؤدي إلى إنشاء طريق وهمي ثلاثي الأبعاد (أو ملعب كرة شبه ثلاثي الأبعاد كما هو الحال في لعبة NBA Jam ) على نظام ثنائي الأبعاد.
إذا كانت آلية العرض بدعم التدوير والقياس بالإضافة إلى ذالك التمرير - هو تأثير يعرف عمومًا باسم مود 7 - فإن تغيير عوامل التدوير والقياس يمكن أن يرسم إسقاطًا لمستوى (كما في أفزيرو (لعبة فيديو) و سوبر ماريو كارت) أو يمكن تشويش ساحة اللعب لستحداث سبب تحدي إضافي.

## مثال
في الرسوم المتحركة التالية، تنتقل ثلاث طبقات إلى اليسار بسرعات متفاوتة. تتقلص سرعاتها من الأمام إلى الخلف وتتناسب مع الزيادات في المسافة النسبية من العارض. تتحرك الطبقة الأرضية بسرعة تبلغ ثمانية أضعاف السرعة لطبقة الغطاء النباتي. تتحرك طبقة الغطاء النباتي أسرع مرتين مثل طبقة السحب.

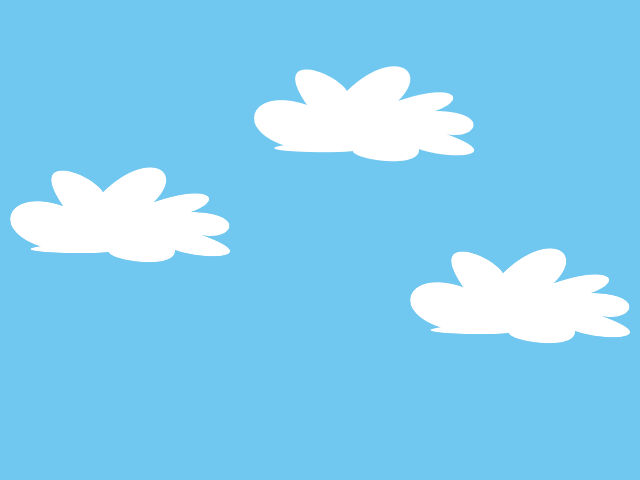
طبقة السحابة - خلفية
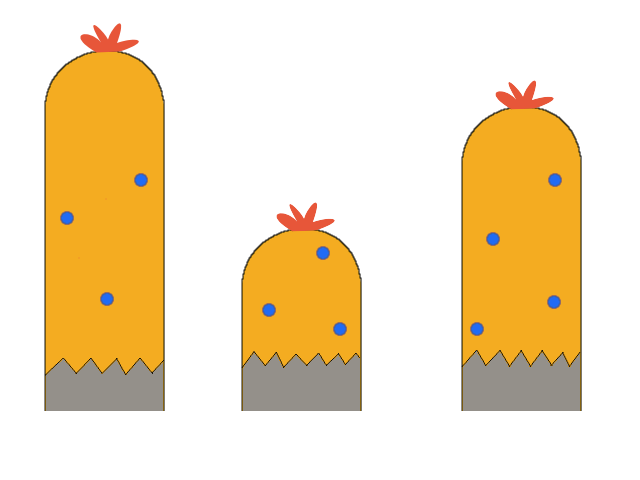
طبقة الغطاء النباتي - واسطة
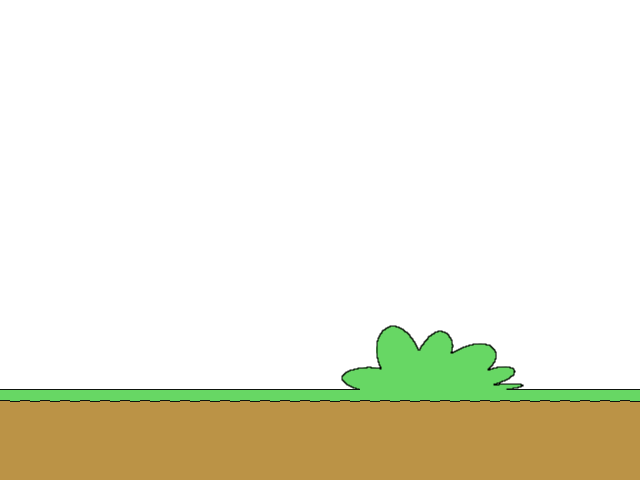
طبقة أرضية - أمامية
رسوم متحركة
منظر التمرير لمباني المدينة

## منظر التمرير في تصميم الويب
تم إنشاء واحدة من أولى التطبيقات للتمرير المنظر في المتصفح ومشاركتها في منشور مدونة بواسطة مطور المواقع جافا سكريبت في عام 2007، وشمل ذلك رمزًا مثالًا وعرضًا توضيحيًا باستخدام جافا سكريبت وأوراق الانماط المتتالية التي تدعم متصفح إكسبلورر 6 ومتصفحات أخرى من تلك الفترة. رغم ذلك، لم يكن الأمر كذلك حتى عام2011 وإدخال إتش تي إل5 وأوراق الانماط المتتالية الترميز أن هذه التقنية أصبحت شائعة لدى مصممي الويب. يجادل المدافعون بأنها طريقة بسيطة لتبني سهولة الشبكة. يستخدم المؤيدون خلفيات المنظر كأداة لإشراك المستخدمين بشكل أفضل وتحسين التجربة العامة التي يوفرها موقع الويب. ومع ذلك، كشفت دراسة أجرتها جامعة بوردو، نُشرت في عام 2013، عن النتائج التالية: «..على الرغم من أن التمرير المنظر عزز بعض من تجارب المستخدم، إلا أنه لم يحسن بالضرورة تجربة المستخدم عموماً».